# Bezirksklinikum Obermain
Das Bezirksklinikum Obermain ist ein Fachkrankenhaus im Ortsteil Kutzenberg des Marktes Ebensfeld in Bayern. Das komplette Areal von Kutzenberg gehört inzwischen vollständig zum  Bezirksklinikum Obermain.

## Organisation
Träger ist seit dem 1. Januar 2005 das Kommunalunternehmen Kliniken und Heime des Bezirks Oberfranken als Anstalt des öffentlichen Rechts. Zuvor war das Klinikum als Eigenbetrieb in der Trägerschaft des Bezirks Oberfranken.
Das Bezirksklinikum Obermain hat 337 Betten in sechs Fachabteilungen:
- Klinik für Orthopädie und Orthopädische Chirurgie (60 Planbetten)
- Klinik für Internistische Rheumatologie (22 Planbetten)
- Klinik für Erkrankungen der Atmungsorgane, Allergologie und Umweltmedizin – Schlafmedizin (75 Planbetten)
- Abteilung für Thorax- und Gefäßchirurgie (22 Planbetten)
- Klinik für Psychiatrie, Psychotherapie und Psychosomatik (158 Planbetten)
- Abteilung für Anästhesiologie und Intensivmedizin

Anfang 2017 hatte das Klinikum insgesamt 800 Beschäftigte.

## Geschichte
Die Geschichte des Klinikums geht auf das Jahr 1905 zurück, als die Kreisirrenanstalt Kutzenberg in Betrieb genommen wurde.
1946 war das Gründungsjahr für ein Tuberkulosekrankenhaus mit einer ersten Abteilung für Knochen- und Gelenktuberkulose. Durch die steigenden Erkrankungen im Bereich des Bewegungsapparates entwickelte sich daraus 1965 die Klinik für Orthopädie und Orthopädische Chirurgie.
Anfang der 2010er Jahre wurden jährlich insgesamt über 8000 Patienten vorwiegend aus dem Einzugsbereich Ober-, Mittel- und Unterfranken sowie Südthüringen und Sachsen in der Bezirksklinik Obermain in Kutzenberg stationär behandelt.
Die Fachkliniken mit älteren Gebäuden im Pavillonstil der Jahrhundertwende und funktionellen Komplexen der modernen medizinischen Einrichtungen sind auf dem Gelände des ehemaligen Gutshofes Kutzenberg verteilt.

## Erweiterung des Klinikums
Im Jahr 2019 wurde vom bayerischen Kabinett beschlossen, dass das Bezirksklinikum Obermain als Teil des Krankenhausprogrammes 2020–23 erweitert wird. Insgesamt ist für den Klinikneubau eine Summe von 136 Millionen Euro anberaumt.
Der erste Bauabschnitt wird vom Freistaat Bayern mit 59,02 Millionen unterstützt, diese erste Baumaßnahme soll insgesamt 86 Millionen Euro kosten. Diese Erweiterung umfasst die Klinik für Psychiatrie, Psychotherapie und Psychosomatik.
Der zweite Bauabschnitt mit einem Volumen von rund 50 Millionen Euro soll die Bereiche Medizinisches Versorgungszentrum und Somatik umfassen.